# Jan Václav Hugo Voříšek
Jan Václav Hugo Voříšek (ou Jan Hugo Woržischek), né le 11 mai 1791 à Vamberk et mort le 19 novembre 1825 à Vienne, est un compositeur, pianiste et organiste bohémien.

## Biographie
De père musicien organiste, il reçoit très jeune une éducation musicale et apprend le piano. De 1810 à 1813, il étudie à l'université de Prague et à partir de 1812, devient élève de Václav Jan Tomášek auquel il dédie sa première œuvre (douze rhapsodies pour piano).
À l'âge de 22 ans, il s'installe à Vienne; il étudie le droit et le piano auprès de Johann Nepomuk Hummel. Il côtoie alors le cercle musical de Beethoven et fait la connaissance de célèbres musiciens comme Louis Spohr, Ignaz Moscheles et surtout Franz Schubert. Il se lie d'amitié avec ce dernier et en 1818 devient membre de la Gesellschaft der Musikfreunde. En 1821, il termine ses études de droit et commence à travailler dans un tribunal militaire. En 1823, il est organiste de la Cour et commence à donner des cours de piano.
Il meurt de la tuberculose le 19 novembre 1825. Il est enterré au cimetière de Währing, qui est devenu aujourd'hui le parc Franz Schubert. En effet, son ami le compositeur Franz Schubert, précédé de leur idole commune Beethoven dès 1827, reposera à partir de 1828 dans ce même cimetière. Leurs dépouilles seront plus tard transférés au cimetière central de Vienne.

## Son œuvre
Son œuvre, peu abondante mais de très haute qualité, montre une sorte de trait d'union entre Beethoven et Schubert. Car si son unique sonate pour piano s'inscrit avec bonheur dans le sillage beethovénien, ses Impromptus op.7, publiés en 1822, ouvrent la voie à ceux de Schubert dont ils constituent la source d'inspiration sans doute la plus importante.
Voříšek n'a écrit qu'une seule symphonie, en ré majeur en 1821. Elle ressemble, par son caractère préromantique, aux deux premières symphonies de Beethoven.
Il a écrit également, des rhapsodies, des impromptus, des variations, une sonate pour piano (en si bémol mineur), des pièces pour piano, violon, violoncelle et des Lieder. Il a écrit enfin de la musique sacrée, dont une remarquable Missa Solemnis.

## Discographie
- Œuvres pour piano : Sonate quasi una fantasia en si bémol mineur op.20, 6 Variations en si bémol majeur op.19, Fantasia en ut majeur op.12, 6 Impromptus op.7 ; Olga Tverskaia, pianoforte ; 1 CD Opus 111 (2001).
- Vorisek Piano Music : Fantaisie (op. 12), Impromptus (op. 7), Variations (op. 19), Sonate (op. 20), Radoslav Kvapil (pianiste), 1 CD, Regis Records, 2008.
- Musique de chambre : Sonate pour violon en sol majeur op.5, Rondo pour violon et piano op.8, Variations pour violoncelle et piano op.9, Rondo pour quatuor à cordes op.11 ; Ivan Klánský, piano, Quatuor Kocian ; 1 SACD Praga Digitals (2004).